# Changshu
Changshu is een stad en een arrondissement in de prefectuur Suzhou in de Chinese provincie Jiangsu. Bij de volkstelling van 2020 had de stad zelf 1.230.599 inwoners, het arrondissement had 1.677.050 inwoners.
Changshu ligt tussen in het noorden de Yangtze en in het zuiden het in 609 geopend Grote Kanaal. De stad had een belangrijke functie voor de handel in agrarische producten naar het noorden. Het is nu een textielstad.